# 1976年西德聯邦議院選舉

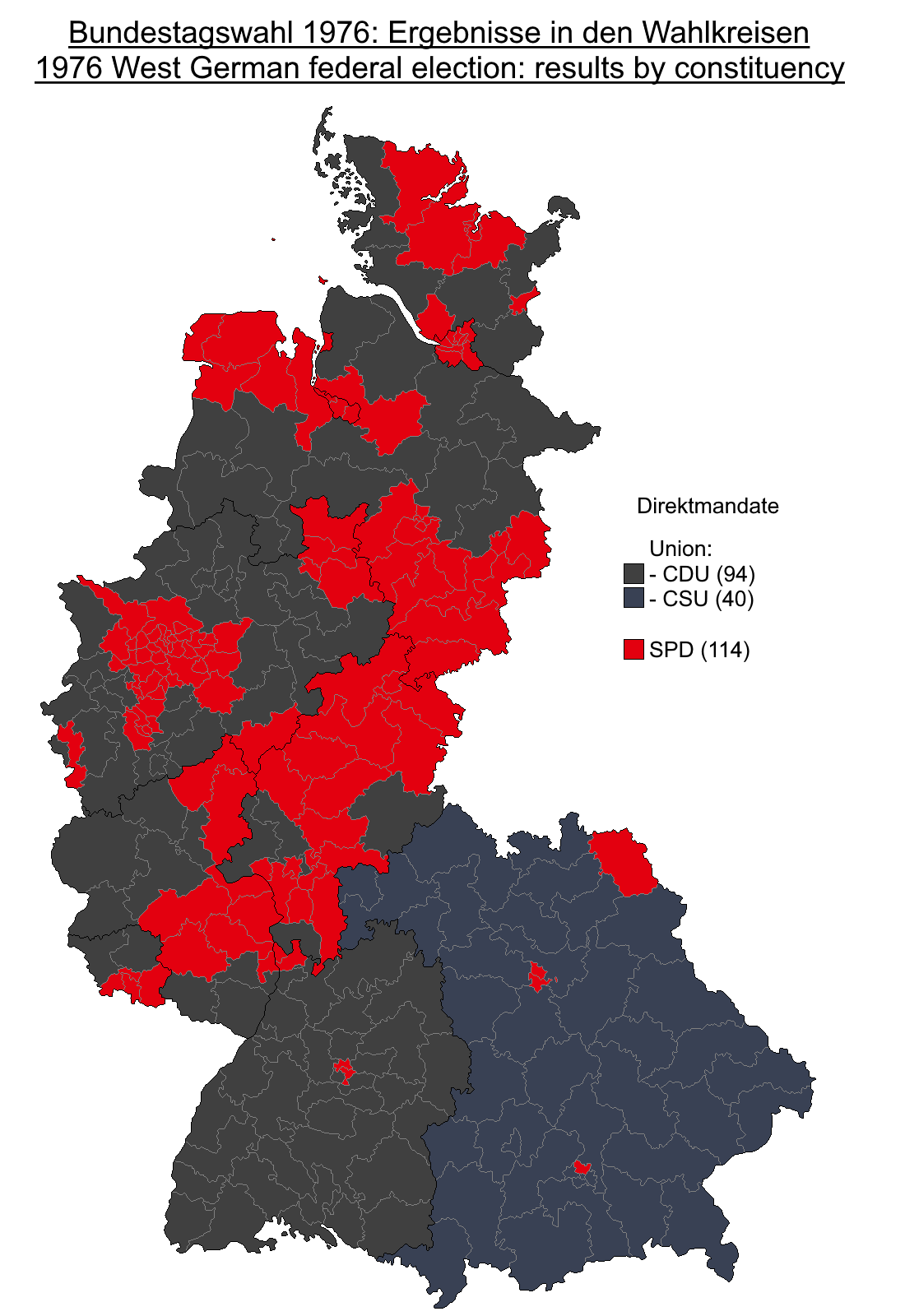
選舉結果

1976年西德聯邦議院選舉在1976年10月3日進行，選出第8屆西德聯邦議會。雖然基民盟/基社盟在選舉中獲得最大黨團的地位，但德國社會民主黨的赫爾穆特·施密特繼續擔任西德總理。